# Bolitogyrus proximus
Bolitogyrus proximus – gatunek chrząszcza z rodziny kusakowatych i podrodziny kusaków. Endemit Borneo.

## Taksonomia
Gatunek ten opisany został po raz pierwszy w 1942 roku przez Malcolma Camerona na łamach „The Entomologist’s Monthly Magazine” pod nazwą Cyrtothorax proximus. Jako miejsce typowe wskazano Martapurę na południowym wschodzie Borneo.
W obrębie rodzaju klasyfikowany jest w grupie gatunków caesareus, obejmującej także B. temburong, B. caesareus i B. rufipennis.

## Morfologia
Chrząszcz o mocno wydłużonym ciele. Łączna długość głowy, przedplecza i pokryw wynosi od 5,9 do 6,5 mm.
Głowa jest wyraźnie szersza niż dłuższa, czarna z pomarańczowym znakiem w środkowej części czoła większym niż u B. caesareus i sięgającym nawet do połowy oczu. Czułki mają trzonek całkiem żółty, nóżkę jasną, człony od trzeciego do siódmego ciemnobrązowe, a cztery lub trzy ostatnie człony bladożółte do niemal białych. Ubarwienie głaszczków jest żółte do ciemnopomarańczowego, zawsze z przyciemnieniem na szczycie.

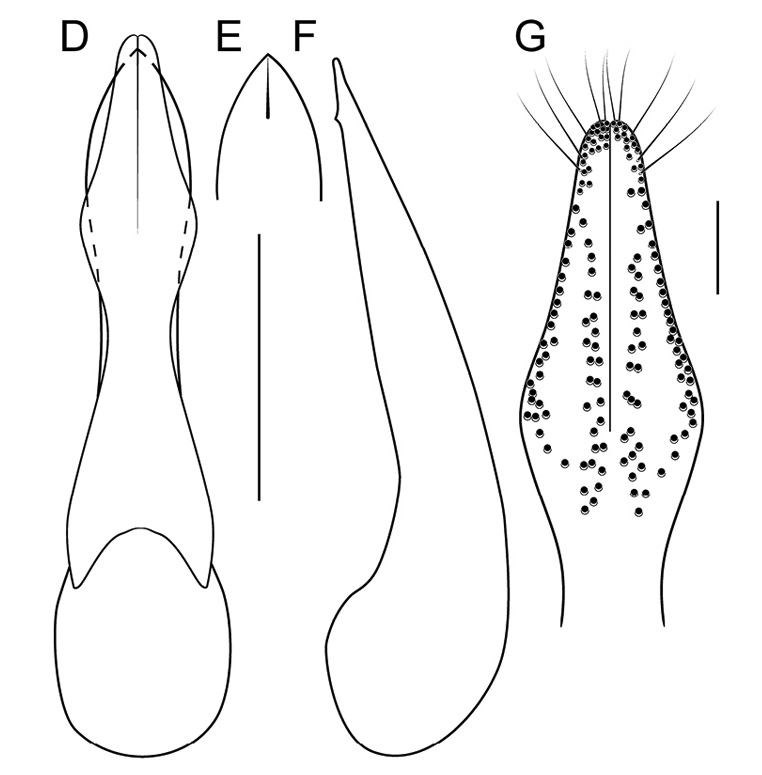
D: edeagus w widoku parameralnym; F: płat środkowy w widoku bocznym; G: układ szczecinek na paramerze

Przedplecze jest wyraźnie szersze niż dłuższe, wysklepione, o silnie rozszerzonych krawędziach, ubarwione żółtawoczerwono z ciemną częścią środkową i czasem parą ciemnych kropek na bokach, albo też ciemne z jasnymi kątami przednimi lub całe ciemne. Tarczka jest cała czerwonawa lub w ciemnobrązowa z czerwonawą tylną ⅓. Pokrywy razem mierzone są szersze niż dłuższe, czerwonawe z wyniesioną, małą, niepunktowaną, żółtą kropką na dysku. Punkty szczecinkowe (chetopory) na ich dysku obecne są tylko w szeregach. Na przedpiersiu nie występuje podłużne żeberko.
Odwłok ma czarne: cały trzeci i ósmy tergit, nasadę i środek tyłu czwartego tergitu, cały z wyjątkiem przedniego brzegu tergit szósty oraz przednie 4/5 tergitu siódmego; reszta odwłoka jest głównie żółtawoczerwona. U samicy na ósmym tergicie brak jest pośrodkowego wcięcia, a tergit dziesiąty jest trójkątny z zaostrzonym szczytem, pośrodku z wyniesionym płaskim obszarem trójkątnego kształtu. U samca siódmy sternit ma bardzo słabe wykrojenie na tylnej krawędzi i wygładzoną wyniosłość trójkątnego kształtu w części środkowo-tylnej, sternit ósmy szeroko-trójkątny obszar gładkiego oskórka pośrodku i wyraźne, acz płytkie wykrojenie tylnej krawędzi, a sternit dziewiąty rozszerzenie pośrodku długości, nie tworzące szeregów szczecinki na dysku i wyraźne wykrojenie tylnej krawędzi. Genitalia samca mają silniej u nasady przewężone i mocniej pośrodku rozszerzone niż u B. caesareus paramery oraz nieco od nich krótszy płat środkowy edeagusa w widoku bocznym bocznym tuż przed szczytem przewężony i dogrzbietowo odgięty, a przed przewężeniem opatrzony pośrodkowym ząbkiem, natomiast w widoku parameralnym zwężający się ku spiczastemu szczytowi i czasem wyposażony w niską listewkę łączącą się z ząbkiem.

## Ekologia i występowanie
Owad ten zasiedla równikowe wilgotne lasy nizinne, w tym lasy zalewowe. Jego zasięg pionowy dochodzi do rzędnych około 200 m n.p.m. Bytuje w ściółce i porastających próchniejące kłody owocnikach grzybów, chętnie nad większymi rzekami. Osobniki dorosłe obserwowano w styczniu, lutym, kwietniu, maju, czerwcu, lipcu, sierpniu i listopadzie.
Gatunek orientalny, endemiczny dla Borneo, znany z malezyjskich stanów Sabah i Sarawak, brunejskiego dystryktu Temburong oraz indonezyjskich prowincji Borneo Środkowe, Borneo Wschodnie i Borneo Południowe.